# ماریا، کبک
ماریا (به فرانسوی: Maria) شهری در منطقه شهری آوینیون ناحیه گاسپزی-ایل-دو-لا-مادلن در استان کبک کانادا است. در سرشماری سال ۲۰۱۱ این شهر ۲٬۴۱۹ نفر جمعیت داشته‌است و مساحت آن ۹۶٫۳۴ کیلومتر مربع است.